# Prustka
Prustka (Hippuris) je rod rostlin z čeledi jitrocelovité. Jsou to vodní nebo bahenní byliny s přeslenitými listy, podobné přesličkám. Květy jsou drobné, bezobalné, opylované větrem. Plodem je drobná peckovice. Rod zahrnuje 4 druhy a je rozšířen v Eurasii, Severní a Jižní Americe. V teplých oblastech České republiky roste prustka obecná.

## Popis
Prustky jsou vytrvalé vodní nebo bahenní byliny, vzhledem poněkud podobné přesličkám. Mají jednoduché, přímé nebo vystoupavé, olistěné lodyhy s okrouhlým průřezem, vyrůstající z plazivého, větveného oddenku, rostoucího při povrchu půdy. Odění je tvořeno štítnatými žláznatými chlupy. Listy jsou jednoduché, čárkovité, celokrajné, uspořádané v přeslenech. Palisty chybějí.
Drobné, bezobalné, oboupohlavné nebo jednopohlavné květy vyrůstají jednotlivě v úžlabí horních listů na vynořených lodyhách. Okvětí je redukováno na celokrajný lem na vrcholu semeníku. Tyčinka je jedna. Semeník je spodní, tvořený jediným plodolistem. Obsahuje jedinou komůrku s jedním vajíčkem a nese nitkovitou čnělku s bliznovými papilami. Plodem je drobná, podlouhle vejcovitá peckovice s tenkým dužnatým oplodím a tvrdou peckou, někdy interpretovaná jako nažka.

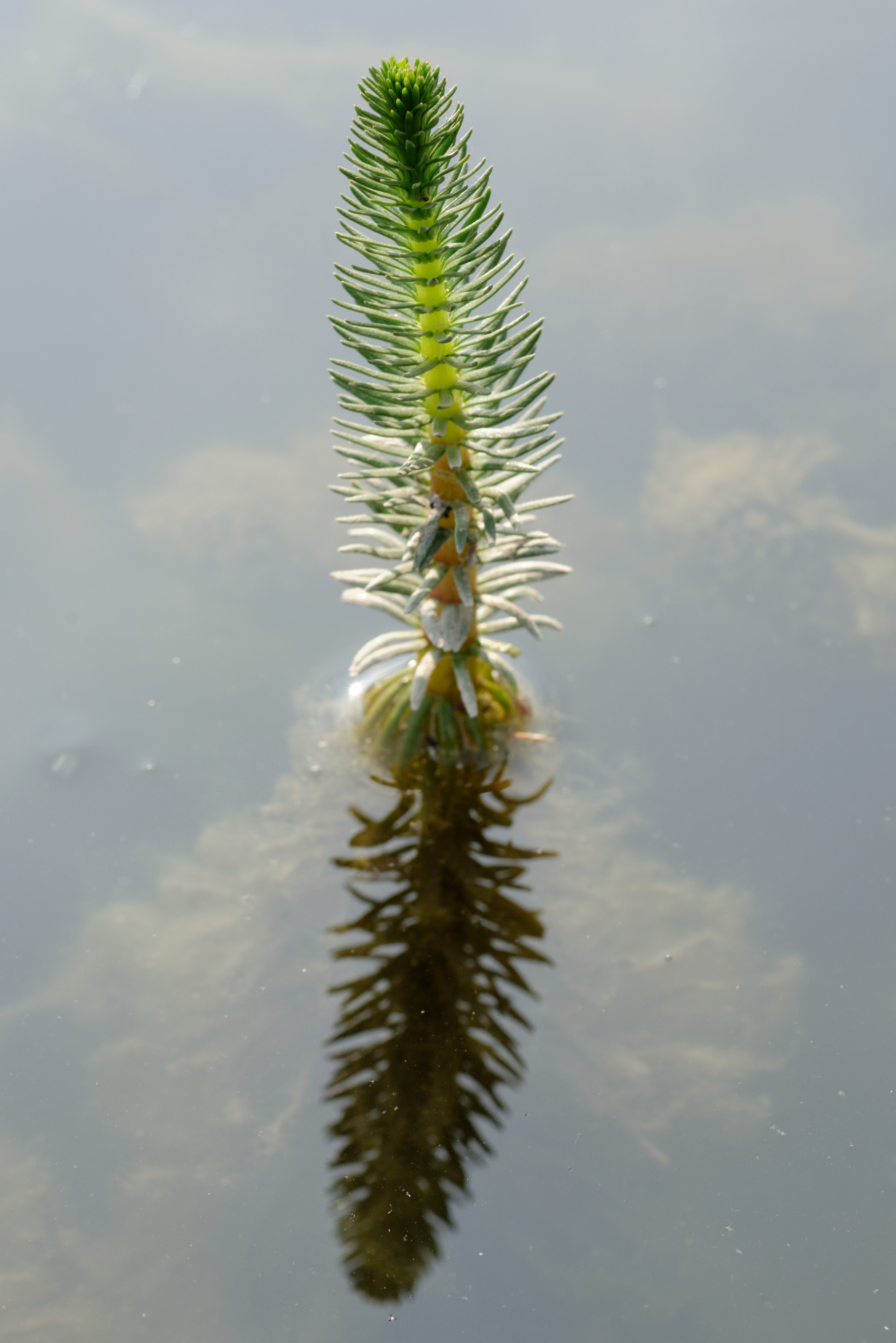
Emerzní lodyha prustky obecné
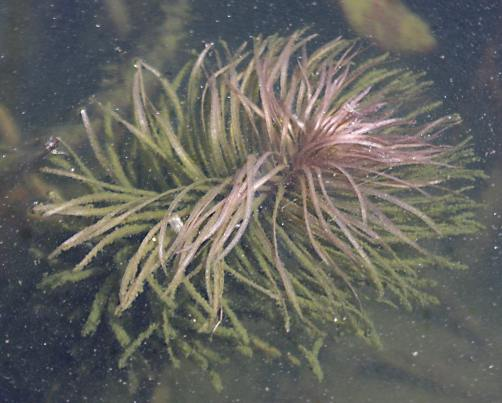
Submerzní lodyha prustky obecné
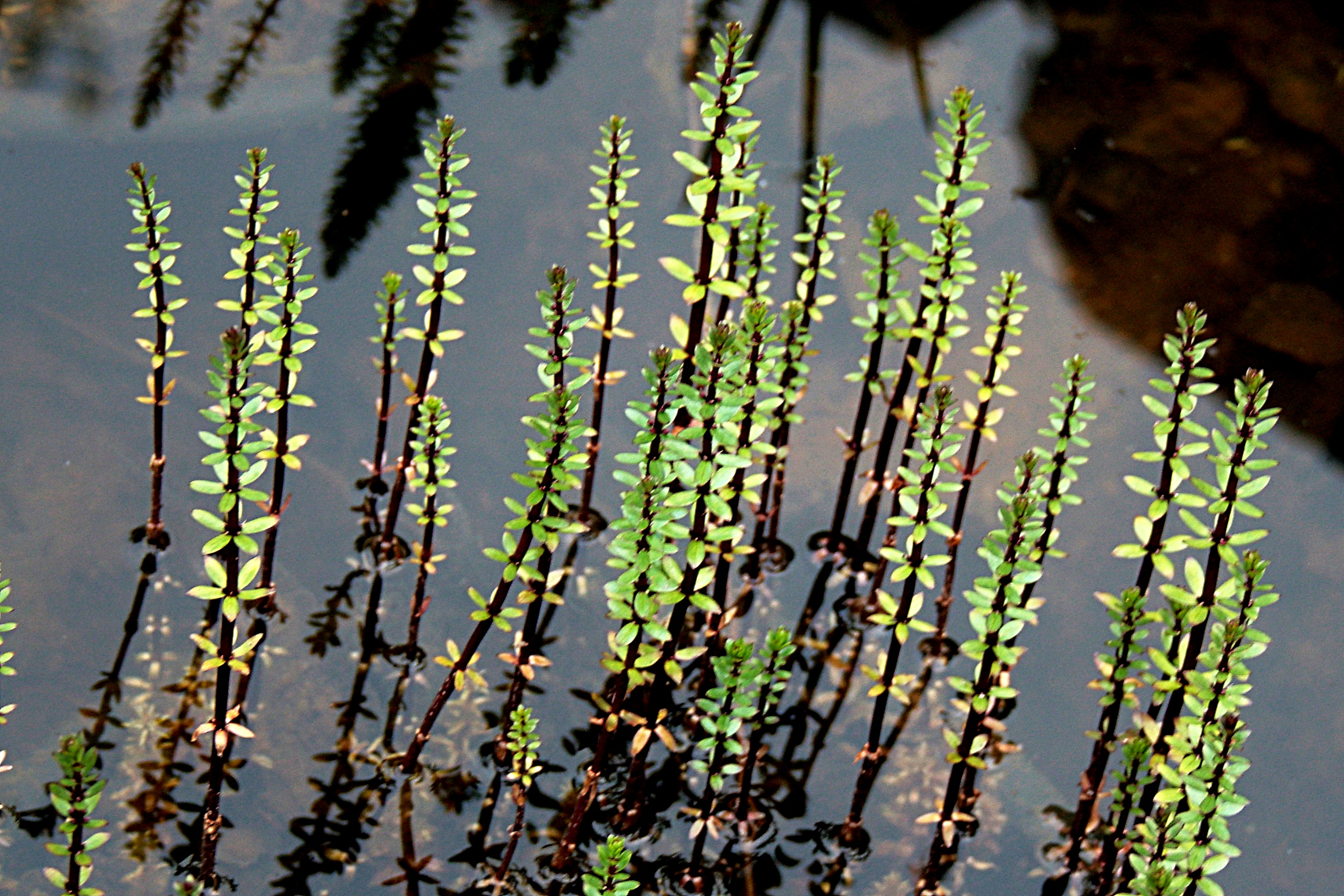
Prustka čtyřlistá

## Rozšíření
Rod prustka zahrnuje 4 druhy a je rozšířen v Eurasii, Severní a Jižní Americe. Nejrozsáhlejší areál, v podstatě se překrývající s celkovým areálem rodu, má prustka obecná (Hippuris vulgaris). Druh je rozšířen v celé Evropě, temperátní Asii, Severní Americe včetně Grónska a v jižních oblastech Jižní Ameriky. Roztroušeně se vyskytuje i v teplých oblastech České republiky. Prustka čtyřlistá (H. tetraphylla) má obtočnový areál, zahrnující severní Evropu (Skandinávie, Island, severní Rusko) a chladné oblasti Asie i Severní Ameriky. Hippuris lanceolata roste v Kanadě, Aljašce a Ruském Dálném východě, Hippuris montana v Kanadě a na Aljašce.
Prustky rostou nejčastěji jako obojživelné rostliny s vynořenou kvetoucí lodyhou, řidčeji pouze submerzně jako splývající rostliny nebo naopak na vlhkých stanovištích mimo vodní plochy.
Prustka obecná roste v živinami bohatších stojatých vodách nebo řidčeji v proudících tocích. V Asii vystupuje až do nadmořských výšek okolo 5000 metrů.
Prustka čtyřlistá je slanomilná rostlina, která se vyskytuje zejména v přímořských oblastech. Rovněž druh Hippuris lanceolata je slanomilný.

## Ekologické interakce
Drobné, bezobalné květy prustek jsou opylovány větrem. Nitky tyčinek se prodlužují až po zaschnutí čnělky. Úspěšné opylení je spíše zřídkavé a bohatá násada plodů se vytváří jen v některých letech. Zralé plody opadávají a klesají do bahna, kde přečkávají zimu a dužnatý obal postupně zetleje. Na kratší vzdálenosti jsou šířeny vodními nebo i vzdušnými proudy, na větší vzdálenost zejména v zaschlém bahně na nohou vodního ptactva. Pro šíření rostliny je podstatné také vegetativní množení.
V porostech prustek se vytírají některé druhy ryb.
Ponořené lodyhy zůstávají zelené i v zimě a poskytují potravu mnohým živočichům.

## Obsahové látky
Prustky obsahují iridoidní glykosidy aukubin a katalpol, různé fenolické sloučeniny (kyselina kávová a ferulová, kempferol a skopoletin) a hojné slizy. Cukry se ukládají ve formě tetrasacharidu stachyózy.

## Taxonomie
V minulosti byl rod Hippuris řazen do samostatné čeledi Hippuridaceae s ne zcela jasným taxonomickým zařazením.
Historicky byla kladena do příbuzenstva rodu Haloragis, později do skupiny dvouděložných rostlin označované jako Asteridae. Výsledky fylogenetických molekulárních studií ukázaly, že tento rod tvoří spolu s rodem Callitriche klad uvnitř čeledi Plantaginaceae. Oba rody spojuje adaptace na vodní prostředí, abiotický způsob opylování a redukce květních částí.
Vymezení jednotlivých druhů je neustálené. Některé zdroje uvádějí 4 druhy, jiné 2 druhy, někteří taxonomové dokonce všechny taxony shrnují do jediného, široce pojatého druhu Hippuris vulgaris.

## Zástupci
- prustka čtyřlistá (Hippuris tetraphylla)
- prustka obecná (Hippuris vulgaris)[1][5]

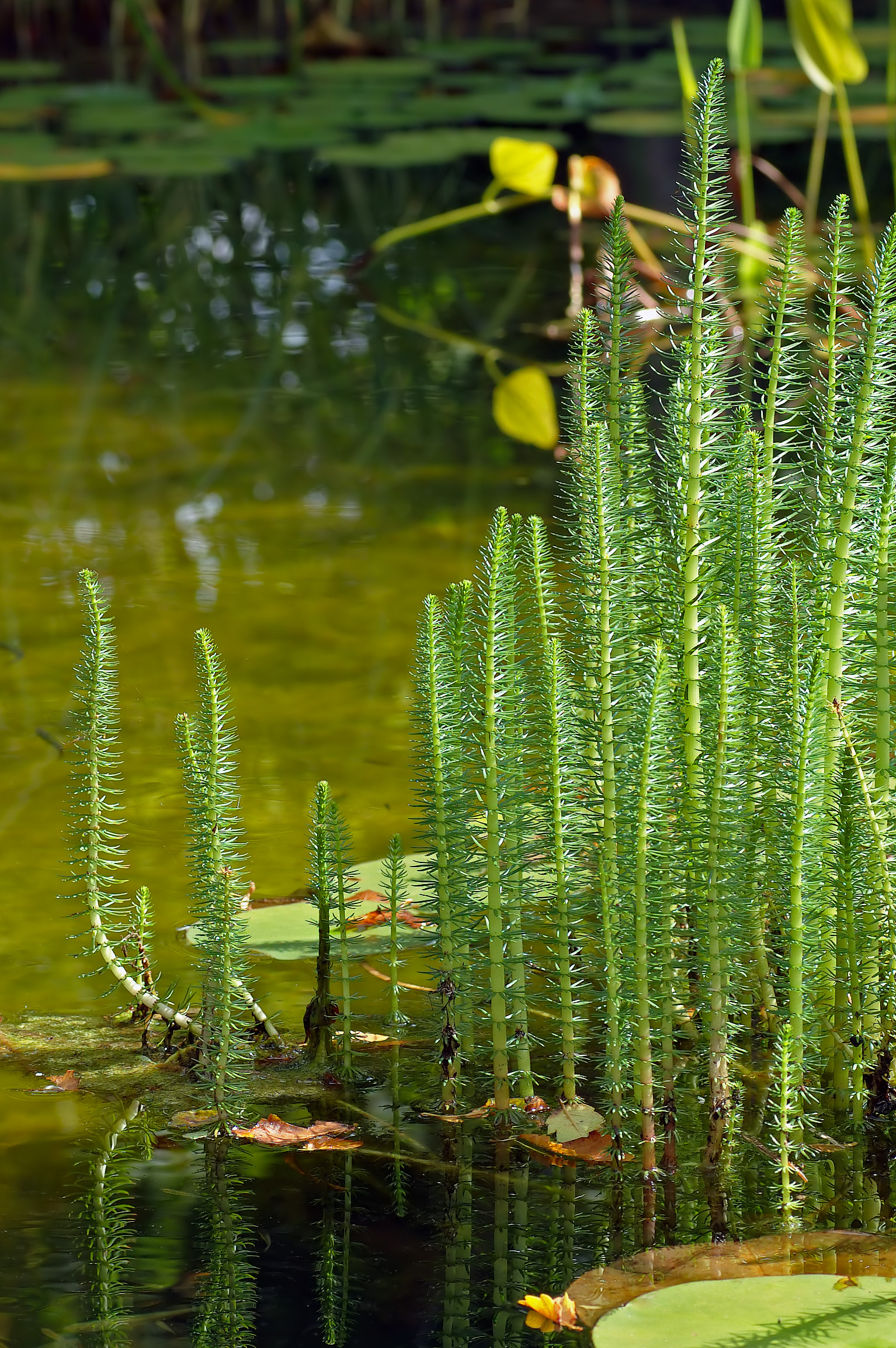
Prustka obecná

## Význam
Prustka obecná se vysazuje jako snadno pěstovatelná okrasná bahenní či vodní rostlina.
Extrakt z rostliny je využíván při léčení tuberkulózy, onemocnění krve a tyfové horečky.
Mladé výhonky prustek sbírají a jedí Eskymáci.